# Физматлит
Физматли́т (Изда́тельство фи́зико-математи́ческой и техни́ческой литерату́ры) — одно из ведущих российских издательств, выпускающее учебную литературу для вузов, втузов и дополнительного образования, научную и справочную литературу во всех областях физики и математики.

## История
В конце 1920-х годов в Ленинграде было основано «Государственное научно-техническое издательство» (ГНТИ, или Гостехиздат). Это было самое крупное издательство технической литературы в СССР, которое занималось всеми направлениями народного хозяйства.
В начале 1930-х годов издательство было переведено в Москву и в 1931—1938 годах часто меняло названия: ОНТИ (Объединённое научно-техническое издательство), ГТТИ (Государственное технико-теоретическое издательство), ГИТТЛ (Государственное издательство технико-теоретической литературы). С 1938 года называлось ГОНТИ (Государственное объединённое научно-техническое издательство).
В январе 1939 года было расформировано на отраслевые издательства. Возник закономерный вопрос, связанный с тем, кто будет заниматься публикацией технической литературы, общей для всех отраслей. В итоге спустя полгода — в августе 1939 в структуре ОГИЗ было создано «Государственное издательство технико-теоретической литературы», которое стало заниматься исключительно литературой по физико-математическим вопросам и по старой памяти называться Гостехиздат.
С 1958 года переименовано в Физматгиз (Государственное издательство физико-математической литературы).
В 1964 году вошло в состав издательства «Наука» АН СССР в качестве Главной редакции физико-математической литературы.
1990-е годы
В 1990-х годах стало государственным унитарным предприятием, находящимся под общим управлением РАН через Академический издательский центр «Наука».
В 1993 году было создано ООО «Международная академическая издательская компания (МАИК) „Наука/Интерпериодика“», учредителями которой выступили ГУП «Академиздатцентр „Наука“» (размер доли 40,76 %), РАН (размер доли 10,24 %), и компания «Pleiades Publishing Inc.» из США (доля в 49 %). После этого была создана ещё одна организация — ООО «Издательская фирма „Физико-математическая литература“» («Физматлит»). Согласно данным ЕГРЮЛ, учредителями последнего являются ООО «МАИК „Наука/Интерпериодика“» (доля в 10 %) и компания «Pleiades Investment Group Ltd» (Виргинские Британские острова; размер доли 90 %). Таким образом, к новому «Физматлиту» Академия наук уже не имела никакого отношения. ООО «ИФ „Физико-математическая литература“» не является правопреемником академического «Физматлита», а является вновь созданной компанией с 90 %-ным иностранным участием. Директором ООО «ИФ „Физико-математическая литература“» была назначена М. Н. Андреева; одновременно она же была назначена и директором академического «Физматлита». При этом в короткое время издательская и финансовая активность старого «Физматлита» была сведена к нулю, а все издательские проекты переведены в новую организацию. После этого в 1998 году ГУП «Физматлит» было ликвидировано.
Такое развитие событий не устраивало часть как академической общественности, так и сотрудников старого академического «Физматлита». Заручившись поддержкой академика В. Л. Гинзбурга, они создали другую организацию — Автономную некоммерческую организацию «Издательство физико-математической литературы» (АНО «Физматлит»), директором которой стала давний сотрудник «Физматлита» и редактор «Библиотечки „Квант“» Л. А. Панюшкина. В течение нескольких лет издательство располагалось по старому адресу академического «Физматлита» (Москва, Ленинский проспект, д. 15), но в середине 2000-х годов переехало на ул. Щукинская, д. 12, корп. 1.
ООО «ИФ „Физико-математическая литература“» с момента создания располагалось на площадях Академиздатцентра «Наука» РАН (Москва, ул. Профсоюзная, д. 90). После принятия закона о реорганизации РАН Федеральное агентство научных организаций (ФАНО) в ходе проведенной проверки выяснило, что эта фирма не является организацией, учрежденной РАН, и фактически занимает площади в Академиздатцентре необоснованно. Занимаемые площади было предложено незамедлительно освободить. Вследствие этого ООО «ИФ „Физико-математическая литература“» переехало в новое помещение на ул. Бутлерова, д. 17Б.
В настоящее время оба «Физматлита» являются действующими организациями, выпускающими учебную литературу для вузов, втузов и дополнительного образования, научную и справочную литературу во всех областях физики и математики, участвуют в издательских проектах Российского фонда фундаментальных исследований. Авторы и их наследники при выборе издательства руководствуются в основном личными предпочтениями.

## Проекты
Физматлит, участвуя в реализации проектов Российского фонда фундаментальных исследований, программы МГУ «Классический университетский учебник», Федеральной целевой программы «Интеграция», выпускает переводы книг зарубежных издательств «Cambridge University Press», «Springer-Verlag», «Oxford University Press» и др.